# Mistrzostwa Trzech Narodów w Łyżwiarstwie Figurowym 2009
Mistrzostwa Trzech Narodów w Łyżwiarstwie Figurowym 2009 – zawody łyżwiarstwa figurowego dla reprezentantów trzech państw: Czech, Polski i Słowacji. Zawody rozgrywano od 5 do 6 grudnia 2008 roku w Trzyńcu.
Kolejność miejsc zajmowanych przez reprezentantów Czech, Polski i Słowacji w każdej z konkurencji, determinowała wyniki końcowe ich mistrzostw krajowych (2009) w kategorii seniorów. Reprezentanci innych państw mogli brać udział gościnny udział w zawodach.

## Wyniki

### Soliści
| Poz. | Zawodnik            | Nota łączna | SP | SP    | FS | FS     |
| ---- | ------------------- | ----------- | -- | ----- | -- | ------ |
| 1    | Pavel Kaška         | 178,40      | 1  | 62,99 | 2  | 115,41 |
| 2    | Michal Matloch      | 172,46      | 3  | 56,75 | 1  | 115,71 |
| 3    | Przemysław Domański | 169,17      | 2  | 60,00 | 3  | 109,17 |
| 4    | Petr Bidař          | 150,04      | 4  | 51,89 | 4  | 98,15  |
| 5    | Peter Reitmayer     | 147,07      | 6  | 49,01 | 5  | 98,06  |
| 6    | Tomáš Janečko       | 145,87      | 7  | 48,84 | 6  | 97,03  |
| 7    | Konstantyn Tupikow  | 139,46      | 8  | 47,30 | 7  | 92,16  |
| 8    | Taras Rajec         | 137,18      | 5  | 49,14 | 8  | 88,04  |
| 9    | Jakub Strobl        | 131,94      | 9  | 45,75 | 9  | 86,19  |
| 10   | Kamil Białas        | 120,71      | 11 | 41,09 | 10 | 79,62  |
| 11   | Ivan Kinčík         | 114,99      | 10 | 42,81 | 11 | 72,18  |

### Solistki
| Poz. | Zawodniczka         | Nota łączna | SP | SP    | FS | FS    |
| ---- | ------------------- | ----------- | -- | ----- | -- | ----- |
| 1    | Ivana Reitmayerová  | 124,20      | 2  | 43,28 | 1  | 80,92 |
| 2    | Nella Simaová       | 122,06      | 1  | 49,10 | 5  | 72,96 |
| 3    | Alexandra Kunová    | 120,70      | 3  | 42,32 | 2  | 78,38 |
| 4    | Ivana Hudziecová    | 114,01      | 5  | 36,14 | 3  | 77,87 |
| 5    | Martina Boček       | 108,45      | 7  | 32,56 | 4  | 75,89 |
| 6    | Hana Charyparová    | 103,92      | 4  | 38,66 | 7  | 65,26 |
| 7    | Klára Nováková      | 99,29       | 6  | 33,72 | 6  | 65,57 |
| 8    | Kateřina Hlaváčková | 94,57       | 12 | 30,16 | 8  | 64,41 |
| 9    | Kateřina Kubienová  | 93,48       | 8  | 32,52 | 9  | 60,96 |
| 10   | Radka Bártová       | 91,07       | 11 | 30,86 | 10 | 60,21 |
| 11   | Anna Jurkiewicz     | 87,15       | 10 | 30,98 | 11 | 56,17 |
| 12   | Nela Havrdová       | 83,56       | 9  | 31,60 | 12 | 51,96 |
| 13   | Alexandria Riordan  | 78,63       | 13 | 28,14 | 13 | 50,49 |

### Pary sportowe
| Poz. | Zawodnicy                           | Nota łączna | SP | SP    | FS | FS    |
| ---- | ----------------------------------- | ----------- | -- | ----- | -- | ----- |
| 1    | Stacey Kemp / David King            | 144,39      | 1  | 51,22 | 1  | 93,17 |
| 2    | Joanna Sulej / Mateusz Chruściński  | 117,25      | 4  | 44,34 | 2  | 72,91 |
| 3    | Krystyna Klimczak / Janusz Karweta  | 116,61      | 2  | 46,66 | 3  | 69,95 |
| 4    | Elizabeth Harb / Patryk Szałaśny    | 105,17      | 3  | 44,84 | 5  | 60,33 |
| 5    | Gabriela Čermanová / Martin Hanulák | 97,39       | 5  | 34,34 | 4  | 63,05 |

### Pary taneczne
Tańcem obowiązkowym było Paso Doble.
| Poz. | Zawodnicy                        | Nota łączna | CD | CD    | OD | OD    | FD | FD    |
| ---- | -------------------------------- | ----------- | -- | ----- | -- | ----- | -- | ----- |
| 1    | Kamila Hájková / David Vincour   | 150,31      | 1  | 28,20 | 2  | 43,54 | 1  | 78,57 |
| 2    | Lucie Myslivečková / Matěj Novák | 144,73      | 2  | 28,03 | 1  | 49,88 | 2  | 66,82 |
| 3    | Joanna Budner / Jan Mościcki     | 129,06      | 3  | 26,07 | 3  | 42,37 | 4  | 60,62 |
| 4    | Nikola Višňová / Lukáš Csölley   | 128,17      | 4  | 23,89 | 4  | 38,68 | 3  | 65,60 |

## Medaliści mistrzostw krajowych
| Państwo  | Konkurencja   | Złoto                               | Srebro                             | Brąz                             |
| -------- | ------------- | ----------------------------------- | ---------------------------------- | -------------------------------- |
| Czechy   | Soliści       | Pavel Kaška                         | Michal Matloch                     | Petr Bidař                       |
| Czechy   | Solistki      | Nella Simaová                       | Ivana Hudziecová                   | Martina Boček                    |
| Czechy   | Pary sportowe | DNS                                 | DNS                                | DNS                              |
| Czechy   | Pary taneczne | Kamila Hájková / David Vincour      | Lucie Myslivečková / Matěj Novák   | DNS                              |
| Polska   | Soliści       | Przemysław Domański                 | Konstantyn Tupikow                 | Kamil Białas                     |
| Polska   | Solistki      | Anna Jurkiewicz                     | Alexandria Riordan                 | DNS                              |
| Polska   | Pary sportowe | Joanna Sulej / Mateusz Chruściński  | Krystyna Klimczak / Janusz Karweta | Elizabeth Harb / Patryk Szałaśny |
| Polska   | Pary taneczne | Joanna Budner / Jan Mościcki        | DNS                                | DNS                              |
| Słowacja | Soliści       | Peter Reitmayer                     | Taras Rajec                        | Jakub Strobl                     |
| Słowacja | Solistki      | Ivana Reitmayerová                  | Alexandra Kunová                   | Radka Bártová                    |
| Słowacja | Pary sportowe | Gabriela Čermanová / Martin Hanulák | DNS                                | DNS                              |
| Słowacja | Pary taneczne | Nikola Višňová / Lukáš Csölley      | DNS                                | DNS                              |